# Punta de los Abades
La punta de los Abades es un cabo situado en la costa sur de la isla de Tenerife (Canarias, España), en el municipio de Arico, junto a la playa de los Abriguitos.